# UCI America Tour 2006
Die UCI America Tour ist der vom Weltradsportverband UCI zur Saison 2005 eingeführte amerikanische Straßenradsport-Kalender unterhalb der UCI ProTour.
Die Eintagesrennen und Etappenrennen der UCI America Tour sind in drei Kategorien (HC, 1 und 2) eingeteilt.

## Endstand
| Platz | Fahrer            |  | Punkte  |
| ----- | ----------------- |  | ------- |
| 1.    | José Serpa        |  | 313,945 |
| 2.    | Gregorio Ladino   |  | 208,66  |
| 3.    | Andrei Sartassow  |  | 202,66  |
| 4.    | Manuel Medina     |  | 199,625 |
| 5.    | Pedro Pablo Pérez |  | 186     |
| 6.    | Greg Henderson    |  | 180     |
| 7.    | Libardo Niño      |  | 171,66  |
| 8.    | Juan José Haedo   |  | 167     |
| 9.    | Fausto Esparza    |  | 160,66  |
| 10.   | Sergey Lagutin    |  | 155     |

| Platz | Team                           |  | Punkte |
| ----- | ------------------------------ |  | ------ |
| 1.    | Selle Italia-Diquigiovanni     |  | 689,44 |
| 2.    | Tecos                          |  | 566,96 |
| 3.    | Navigators Insurance           |  | 390    |
| 4.    | Toyota-United Pro              |  | 307    |
| 5.    | Health Net-Maxxis              |  | 299    |
| 6.    | Symmetrics Cycling Team        |  | 199,62 |
| 7.    | TIAA-CREF                      |  | 183    |
| 8.    | Chivas Cycling Team            |  | 151    |
| 9.    | Kodakgallery.com-Sierra Nevada |  | 117    |
| 10.   | Perutnina Ptuj                 |  | 87     |

| Platz | Nation             | Punkte   |
| ----- | ------------------ | -------- |
| 1.    | Kolumbien          | 1606,375 |
| 2.    | Brasilien          | 1151     |
| 3.    | Argentinien        | 808,265  |
| 4.    | Mexiko             | 610,98   |
| 5.    | Vereinigte Staaten | 606,46   |
| 6.    | Venezuela          | 570,25   |
| 7.    | Kuba               | 475      |
| 8.    | Kanada             | 419,16   |
| 9.    | Costa Rica         | 366      |
| 10.   | Chile              | 291,3    |

## Oktober 2005
|       |  | Rennen                        |  | Sieger      | Team                  |
| 2.–9. |  | Clásico Ciclístico Banfoandes |  | José Rujano | Colombia-Selle Italia |

## November 2005
|        |  | Rennen           |  | Sieger       | Team              |
| 8.–13. |  | Doble Copacabana |  | Libardo Niño | Lotería de Boyaca |

## Dezember 2005
|         |  | Rennen                       |  | Sieger            | Team             |
| 16.–29. |  | Vuelta Ciclista a Costa Rica |  | Juan Carlos Rojas | Pasoca-Dos Pinos |

## Januar
|        |  | Rennen                   |  | Sieger        | Team                  |
| 7.–20. |  | Vuelta al Tachira        |  | Manuel Medina | Cabimas               |
| 8.     |  | Copa América de Ciclismo |  | Nilceu Santos | Scott/Marcondes Cesar |

## Februar
|         |  | Rennen                |  | Sieger            | Team                   |
| 7.–19.  |  | Vuelta a Cuba         |  | Pedro Pablo Pérez | Kuba                   |
| 19.–26. |  | Kalifornien-Rundfahrt |  | Floyd Landis      | Phonak Hearing Systems |
| 28.–5.  |  | Vuelta Sonora         |  | Gregorio Ladino   | Tecos                  |

## März
|         |  | Rennen                             |  | Sieger           | Team             |
| 8.–12.  |  | Volta Ciclistica de Porto Alegre   |  | Armando Camargo  | Memorial/Santos  |
| 9.–19.  |  | Vuelta Ciclista Por Un Chile Líder |  | Andrei Sartassow | Lider            |
| 19.–26. |  | Volta do Estado de São Paulo       |  | Alex Diniz       | Cesc/São Caetano |
| 23.–26. |  | Redlands Classic                   |  | abgestuft zu NE  |                  |

## April
|         |  | Rennen               |  | Sieger          | Team                   |
| 18.–23. |  | Tour de Georgia      |  | Floyd Landis    | Phonak Hearing Systems |
| 29.–7.  |  | Vuelta a El Salvador |  | Gregorio Ladino | Tecos                  |

## Mai
|         |  | Rennen                     |  | Sieger            | Team            |
| 4.–14.  |  | Vuelta Ciclista de Chile   |  | Andrei Sartassow  | Lider           |
| 11.–14. |  | Doble Sucre Potosi         |  | Alejandro Ramírez | Orbitel         |
| 24.–28. |  | Volta Ciclistica do Paraná |  | Márcio May        | Scott-Marcondes |

## Juni
|         |  | Rennen                                  |  | Sieger             | Team                           |
| 4.      |  | Lancaster Classic                       |  | Jackson Stewart    | Kodakgallery.com-Sierra Nevada |
| 8.      |  | Reading Classic                         |  | Greg Henderson     | Health Net-Maxxis              |
| 11.     |  | Philadelphia International Championship |  | Greg Henderson     | Health Net-Maxxis              |
| 13.–18. |  | GP Cycliste de Beauce                   |  | Walerij Kobsarenko | Navigators Insurance           |

## Juli
|        |  | Rennen                            |  | Sieger         | Team            |
| 9.     |  | Prova Ciclística 9 de Julho       |  | Renato Seabra  | Blumenau/Dataro |
| 9.–16. |  | Vuelta Oaxaca                     |  | Fausto Esparza | Tecos           |
| 16.    |  | Meeting Internacional de Ciclismo |  | Héctor Aguilar | Uruguay         |

## August
|         |  | Rennen             |  | Sieger            | Team                       |
| 6.–20.  |  | Vuelta a Colombia  |  | José Castelblanco | Alcaldia de Cabimas        |
| 28.–10. |  | Vuelta a Venezuela |  | José Serpa        | Selle Italia-Diquigiovanni |

## September
|     |  | Rennen             |  | Sieger      | Team                 |
| 16. |  | Univest Grand Prix |  | Shawn Milne | Navigators Insurance |